# Alopoglossus avilapiresae
Alopoglossus avilapiresae — вид ящірок родини Alopoglossidae. Мешкає в Південній Америці. Описаний у 2020 році. Раніше вважався конспецифічним з Alopoglossus angulatus, однак за результатами молекулярно-генетичного дослідження, яке показало, що цей вид є насправді видовим комплексом, був визнаний окремим видом.

## Поширення і екологія
Alopoglossus avilapiresae мешкають на заході Амазонії (на захід від річок Ріу-Негру і Мадейра), в Бразилії (Амазонас, Акрі), Колумбії (Амасонас) і Перу. Вони живуть в амазонській сельві, серед опалого листя, та у варзейських лісах (тропічних лісах у заплавах Амазонки і її притоків). 